# Milan Býček
Milan Býček (* 28. února 1963 Strakonice) je český filmový architekt.

## Život
Narodil se ve Strakonicích, kde následně vystudoval gymnázium, po kterém absolvoval vysokou školu obor architektura v Brně. Práci pro film se začal věnovat na konci 80. let 20. století. Jeho prvním samostatným filmem byl Menzelův Život a neobyčejná dobrodružství vojáka Ivana Čonkina. Hned za svou premiéru byl nominován na ocenění Český lev. Podílel se například na dnes už kultovních filmech jako Pelíšky, Musíme si pomáhat, Pupendo nebo Občanský průkaz.
Nominaci získal i za další snímky jako Želary, Rok ďábla, Horem pádem nebo Obsluhoval jsem anglického krále či Milada. Svého prvního Českého lva získal za snímek Hořící keř, podruhé ho vyhrál za práci na filmu Masaryk.
Účinkoval i jako herec ve filmech Snowboarďáci (muž na pánských záchodcích, 2004) a Doblba! (policista, v roce 2005).

## Dílo

### Filmový architekt
Jako architekt se podílel na následujících filmech: 
- 1993 Život a neobyčejná dobrodružství vojína Ivana Čonkina
- 1995 Cesta peklem, Jak si zasloužit princeznu
- 1997 Báječná léta pod psa, Jezerní královna
- 1998 Hanele, Markétin zvěřinec (TV film), Pelíšky
- 1999 Musíme si pomáhat
- 2000 Cesta z města, Oběti a vrazi
- 2002 Rok ďábla
- 2003 Pupendo
- 2004 Horem pádem, Mistři, Non plus ultras
- 2006 Obsluhoval jsem anglického krále
- 2008 Nestyda, Taková normální rodinka
- 2009 Peklo s princeznou
- 2013 Hořící keř
- 2017 Milada

### Výprava
Na filmové výpravě spolupracoval při vzniku následujících filmů:
- 2003 Želary
- 2004 Snowboarďáci
- 2005 Doblba!
- 2006 Kráska v nesnázích, Obsluhoval jsem anglického krále
- 2007 Medvídek
- 2008 Bobule, U mě dobrý